# Jeanne Landry
Jeanne Landry est une pianiste, accompagnatrice, professeure et compositrice née à Ottawa le 3 mai 1922 et décédée à Québec le 4 août 2011. Elle est professeure émérite de l'Université Laval.

## Honneurs
- 1945 - Prix Archambault
- 1946 - Prix d'Europe